# 1148年
| 千纪： | 2千纪 |
| 世纪： | 11世纪 \| 12世纪 \| 13世纪                                                                                       |
| 年代： | 1110年代 \| 1120年代 \| 1130年代 \| 1140年代 \| 1150年代 \| 1160年代 \| 1170年代                                 |
| 年份： | 1143年 \| 1144年 \| 1145年 \| 1146年 \| 1147年 \| 1148年 \| 1149年 \| 1150年 \| 1151年 \| 1152年 \| 1153年       |
| 纪年： | 戊辰年（龙年）；西夏人慶五年；金皇統八年；西辽咸清五年；南宋紹興十八年；大理永贞二年；越南大定九年；日本久安四年 |

## 大事记
- 金熙宗冊封合不勒為蒙兀國王，為蒙兀國之創始。

## 出生
- 全真教全真七子的丘處機。（卒於1227年，79岁）
- 毕再遇，南宋名将。
- 李修缘，法号道济，杨岐派禅师。
- 安丙，南宋将领。
- 貝拉三世，阿尔帕德匈牙利及克罗地亚国王。

## 逝世
- 叡子內親王
- 11月19日——完顏宗弼（兀朮），金太祖完顏阿骨打第四子。